# 德国国防军空军第101战斗机联队

德國國防軍空軍第101戰鬥機聯隊的徽章

第101战斗机联队（Jagdgeschwader 101）是納粹德國空軍在第二次世界大战期间组建的一支战斗机飞行员训练聯隊。1945年4月16日，第101战斗机联队解散，其编制里的2400余人员被转入第10和第11空降猎兵师。